# Ен Воуг
Ен Воуг (на английски: En Vogue) е женска американска R&B вокална група от Окланд, Калифорния, създадена от музикалните продуценти Дензъл Фостър и Томас МакЕлрой.
Групата е носител на повече награди сред женските групи съответно от MTV Video Music Awards, Soul Train Awards, American Music Award и Грами. Според списание Billboard те са на 19-о място сред най-успешните и една от най-известните и успешни женски групи на всички времена. Имат издадени седем студийни албума, като три от тях са платинени и 28 сингъла, 6 от които са в топ 10.

## Дискография

### Студийни албуми
- Born to Sing (1990)
- Funky Divas (1992)
- EV3 (1997)
- Masterpiece Theatre (2000)
- The Gift of Christmas (2002)
- Soul Flower (2004)
- Electric Café (2018)

### Компилации
- Best of En Vogue (1999)
- Very Best of En Vogue (2001)

### EP албуми
- Remix to Sing (1991)
- Runaway Love (1993)

### Сингли
- „Hold On“ (1990)
- „Lies“ (1990)
- „You Don't Have to Worry“ (1990)
- „Don't Go“ (1991)
- „Strange“ (1991)
- „My Lovin' (You're Never Gonna Get It)“ (1992)
- „Giving Him Something He Can Feel“ (1992)
- „Yesterday“ (1992)
- „Free Your Mind“ (1992)
- „Give It Up, Turn It Loose“ (1992)
- „Love Don't Love You“ (1993)
- „Runaway Love“ (1993)
- „What Is Love“ (1993)
- „Don't Let Go (Love)“ (1996)
- „Whatever“ (1997)
- „Too Gone, Too Long“ (1997)
- „No Fool No More“ (1998)
- „Riddle“ (2000)
- „Losin My Mind“ (2004)
- „Ooh Boy“ (2004)
- „I'll Cry Later“ (2011)
- „Rocket“ (2017)
- „Reach 4 Me“ (2018)

## Турнета
- Funky Divas Tour (1992)
- EV3 Tour (1997)
- En Vogue Live! (2005)
- En Vogue: 20th Anniversary Tour (2009 – 2011)
- For The Love Of Music Tour (2017)